# Catedral de São Pedro e São Paulo (Brno)
Catedral de São Pedro e São Paulo é uma catedral católica localizada no centro da cidade de Brno na República Checa, é um dos principais pontos históricos e culturais da cidade, e um dos monumentos arquitetônicos mais importantes do sul da Morávia. A catedral foi construída no estilo barroco e possui uma torre principal de 84 metros de altura, foi erguida entre 1904 e 1905 pelo arquiteto August Kirstein no estilo do Neogótico.
Desde 1777, pelo Papa Pio VI, a catedral de São Pedro e São Paulo em Brno serve como sede da Diocese católica de Brno, seu atual bispo-titular é Vojtěch Cikrle. 

## O toque de meio dia
Tradicionalmente, os sinos da Catedral de pedágio do meio-dia às 11 horas da manhã em vez de às 12 horas. Segundo a lenda, durante a Guerra dos Trinta Anos, os suecos invadindo cerco à cidade de Brno, mas tinha prometido que o ataque poderia ser interrompido se não tivessem sucesso em tomar a cidade ao meio-dia no dia 15 de agosto. Quando a batalha estava em andamento alguns cidadãos astutos decidiu tocar os sinos uma hora mais cedo, enganando os suecos, que rompeu o cerco e saiu de mãos vazias. Brno foi a única cidade para repelir os suecos durante esta guerra.